# Xylophanes venator
Xylophanes venator är en fjärilsart som beskrevs av Friedrich Wilhelm Niepelt 1927. Xylophanes venator ingår i släktet Xylophanes och familjen svärmare. Inga underarter finns listade i Catalogue of Life.